# Acelomado

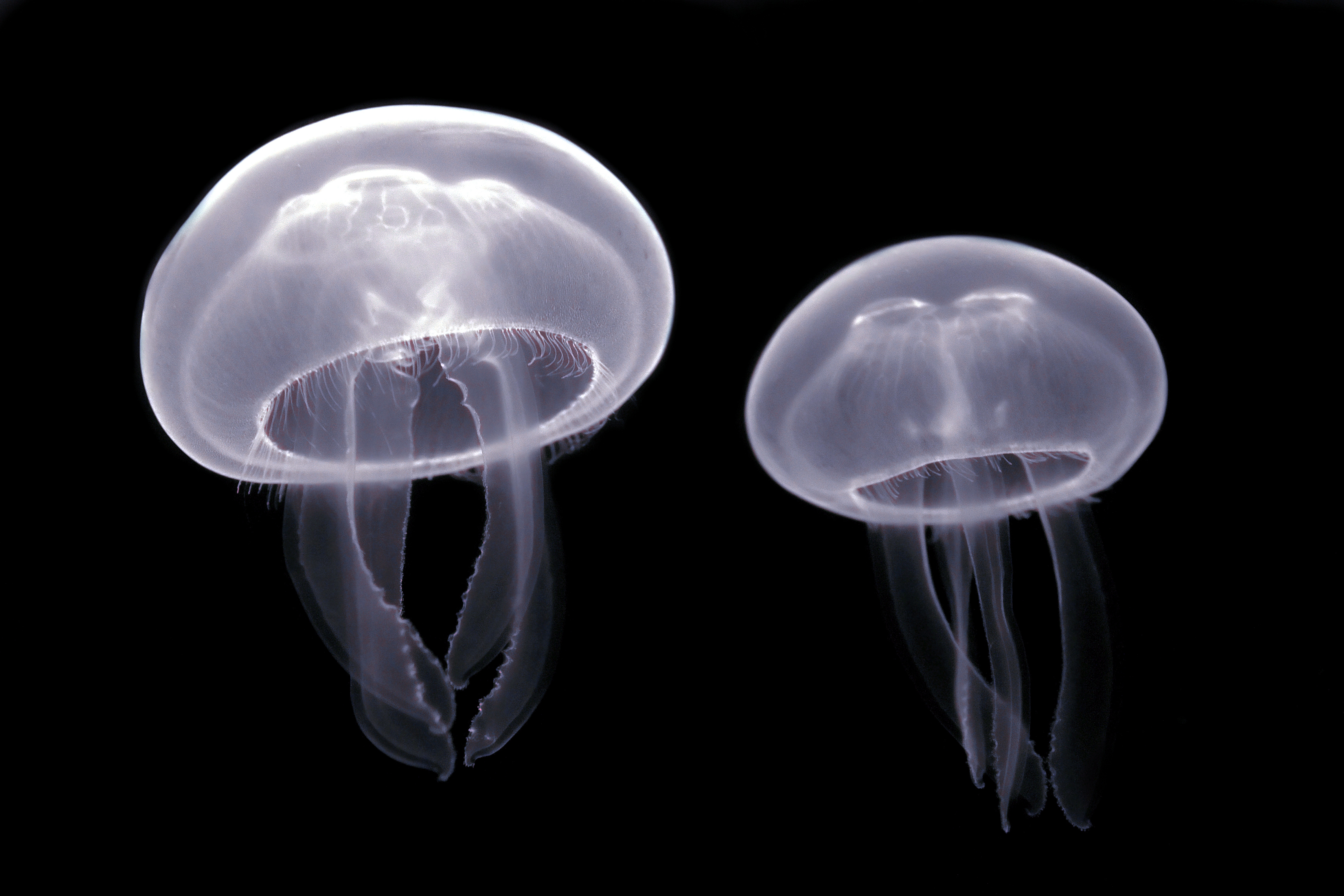
Cnidária diploblástica Aurelia aurita

Acelomados são animais que não apresentam celoma. Como o celoma central é uma cavidade totalmente revestida pela mesoderme, poderia-se acreditar que apenas animais diblásticos (como os cnidários e ctenóforos) fossem acelomados, já que estes apresentam como folhetos embrionários apenas a endoderme e a ectoderme. Porém, animais triblásticos como os platelmintos também são acelomados, desenvolvendo uma mesoderme mas não um celoma. É um animal cuja mesoderme preenche completamente o espaço entre a ectoderme e a endoderme